# 주일본 대한민국 대사관

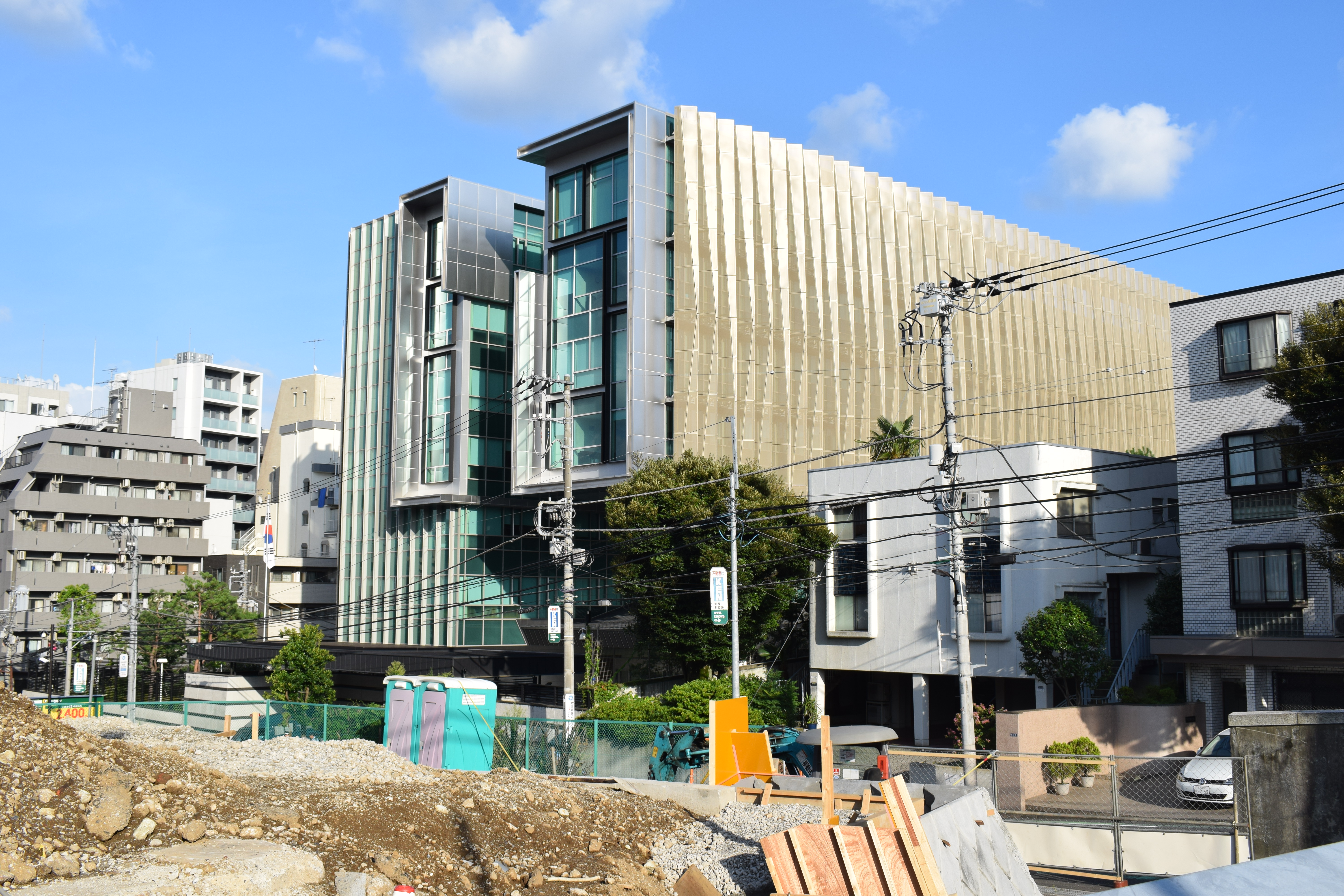
주일본 대한민국 대사관 전경
2018년 7월 29일 촬영

주일본 대한민국 대사관(駐日本大韓民國大使館)은 1965년 일본 도쿄도에 개설된 대한민국 외교부 소속의 대사관이다. 위치는 미나미아자부 1초메에 위치하고 있으며, 현임 대사는 박철희이다.

## 연혁
- 1949년(쇼와 24년) 1월 29일: 주일본 한국대표부 발족.(긴자 핫토리빌딩[A] 4층을 사무실로 사용함)
- 1951년(쇼와 26년) 10월: 도쿄도 미나토구 아자부주반으로 이전
- 1962년(쇼와 37년) 11월: 재일동포 서갑호, 대사관 토지와 건물을 대한민국 정부에 기증
- 1965년(쇼와 40년) 12월: 주일본 한국대표부, 대사관으로 승격
- 1979년(쇼와 54년) 9월: 대사관 청사 및 관저 신축[4]
- 2013년(헤이세이 25년) 6월: 대사관 청사 및 관저 개축(대사관 지상 7층, 지하 1층)[B]

## 관할 구역
주일 한국 대사관 영사부가 관할하고 있는 구역은 1도(都) 5현(県)으로 구성된다.
- 도쿄도
- 지바현
- 사이타마현
- 군마현
- 이바라키현
- 도치기현

## 역대 공관장
| 대수               | 성명           | 임기                                    |
| ------------------ | -------------- | --------------------------------------- |
| 제1대 대표부 공사  | 정한경(鄭翰景) | 1948년 12월~1949년 2월                  |
| 제2대 대표부 공사  | 정환범(鄭桓範) | 1949년 2월~1950년 1월                   |
| 제3대 대표부 공사  | 신흥우(申興雨) | 1950년 2월~1950년 5월                   |
| 제4대 대표부 공사  | 김용주(金龍周) | 1950년 6월~1951년 6월                   |
| 제5대 대표부 공사  | 신성모(申性模) | 1951년 6월~1951년 12월                  |
| 제6대 대표부 공사  | 김용식(金容植) | 1951년 12월~1957년 5월                  |
| 제7대 대표부 공사  | 김유택(金裕澤) | 1957년 5월~1958년 9월                   |
| 제8대 대표부 공사  | 유태하(柳泰夏) | 1958년 10월~1959년 3월                  |
| 제9대 대표부 공사  | 유태하(柳泰夏) | 1959년 3월~1960년 4월                   |
| 제10대 대표부 공사 | 이재항(李載沆) | 1960년 7월~1960년 9월                   |
| 제11대 대표부 공사 | 엄요섭(嚴堯燮) | 1960년 9월~1961년 3월                   |
| 제12대 대표부 공사 | 이동환(李東煥) | 1961년 7월~1961년 12월                  |
| 제13대 대표부 공사 | 배의환(裵義煥) | 1961년 12월~1964년 10월                 |
| 제14대 대표부 공사 | 김동조(金東祚) | 1964년 10월~1965년 12월                 |
| 제1대 대사         | 김동조(金東祚) | 1965년 12월~1967년 10월                 |
| 제2대 대사         | 엄민영(嚴敏永) | 1967년 9월 1967년 10월~1969년 12월 10일 |
| 제3대 대사         | 이후락(李厚洛) | 1970년 1월~1970년 12월                  |
| 제4대 대사         | 이호(李澔)     | 1971년 1월~1973년 12월                  |
| 제5대 대사         | 김영선(金永善) | 1974년 1월~1978년 12월                  |
| 제6대 대사         | 김정렴(金正濂) | 1979년 1월~1980년 8월                   |
| 제7대 대사         | 최경록(崔慶祿) | 1980년 9월~1985년 10월                  |
| 제8대 대사         | 이규호(李奎浩) | 1985년 11월~1988년 4월                  |
| 제9대 대사         | 이원경(李源京) | 1988년 4월~1991년 3월                   |
| 제10대 대사        | 오재희(吳在熙) | 1991년 3월~1993년 4월                   |
| 제11대 대사        | 공노명(孔魯明) | 1993년 4월~1994년 12월                  |
| 제12대 대사        | 김태지(金太智) | 1995년 1월~1998년 4월                   |
| 제13대 대사        | 김석규(金奭圭) | 1998년 5월~2000년 3월                   |
| 제14대 대사        | 최상용(崔相龍) | 2000년 3월~2002년 2월                   |
| 제15대 대사        | 조세형(趙世衡) | 2002년 2월~2004년 3월                   |
| 제16대 대사        | 라종일(羅鍾一) | 2004년 3월~2007년 3월                   |
| 제17대 대사        | 유명환(柳明桓) | 2007년 3월~2008년 3월                   |
| 제18대 대사        | 권철현(權哲賢) | 2008년 4월~2011년 6월                   |
| 제19대 대사        | 신각수(申珏秀) | 2011년 6월~2013년 5월                   |
| 제20대 대사        | 이병기(李丙琪) | 2013년 6월~2014년 8월                   |
| 제21대 대사        | 유흥수(柳興洙) | 2014년 8월~2016년 6월                   |
| 제22대 대사        | 이준규(李俊揆) | 2016년 7월~2017년 10월                  |
| 제23대 대사        | 이수훈(李洙勲) | 2017년 10월~2019년 4월                  |
| 제24대 대사        | 남관표(南官杓) | 2019년 5월~2021년 1월                   |
| 제25대 대사        | 강창일(姜昌一) | 2021년 1월~2022년 7월                   |
| 제26대 대사        | 윤덕민(尹德敏) | 2022년 7월~2024년 7월                   |
| 제27대 대사        | 박철희(朴喆熙) | 2024년 8월~2025년 7월                   |

## 같이 보기

### 일반 주제
- 주일한국대사관 영사과
- 주일 한국 대사관 한국 문화원
- 주한 일본 대사관
  - 주부산 일본 총영사관
  - 주제주 일본 총영사관

### 일본에 설치된 대한민국 총영사관
- 주오사카 대한민국 총영사관
- 주후쿠오카 대한민국 총영사관
- 주삿포로 대한민국 총영사관
- 주나고야 대한민국 총영사관
- 주요코하마 대한민국 총영사관
- 주니가타 대한민국 총영사관
- 주히로시마 대한민국 총영사관
- 주센다이 대한민국 총영사관
- 주고베 대한민국 총영사관

### 주변국에 설치된 한국 대사관 및 영사관
- 주중국 대한민국 대사관
  - 주홍콩 대한민국 총영사관
- 주베트남 대한민국 대사관
- 주몽골 대한민국 대사관
- 주러시아 대한민국 대사관
- 주미국 대한민국 대사관
- 주필리핀 대한민국 대사관
- 주브루나이 대한민국 대사관